# 埼玉県道231号横瀬停車場線

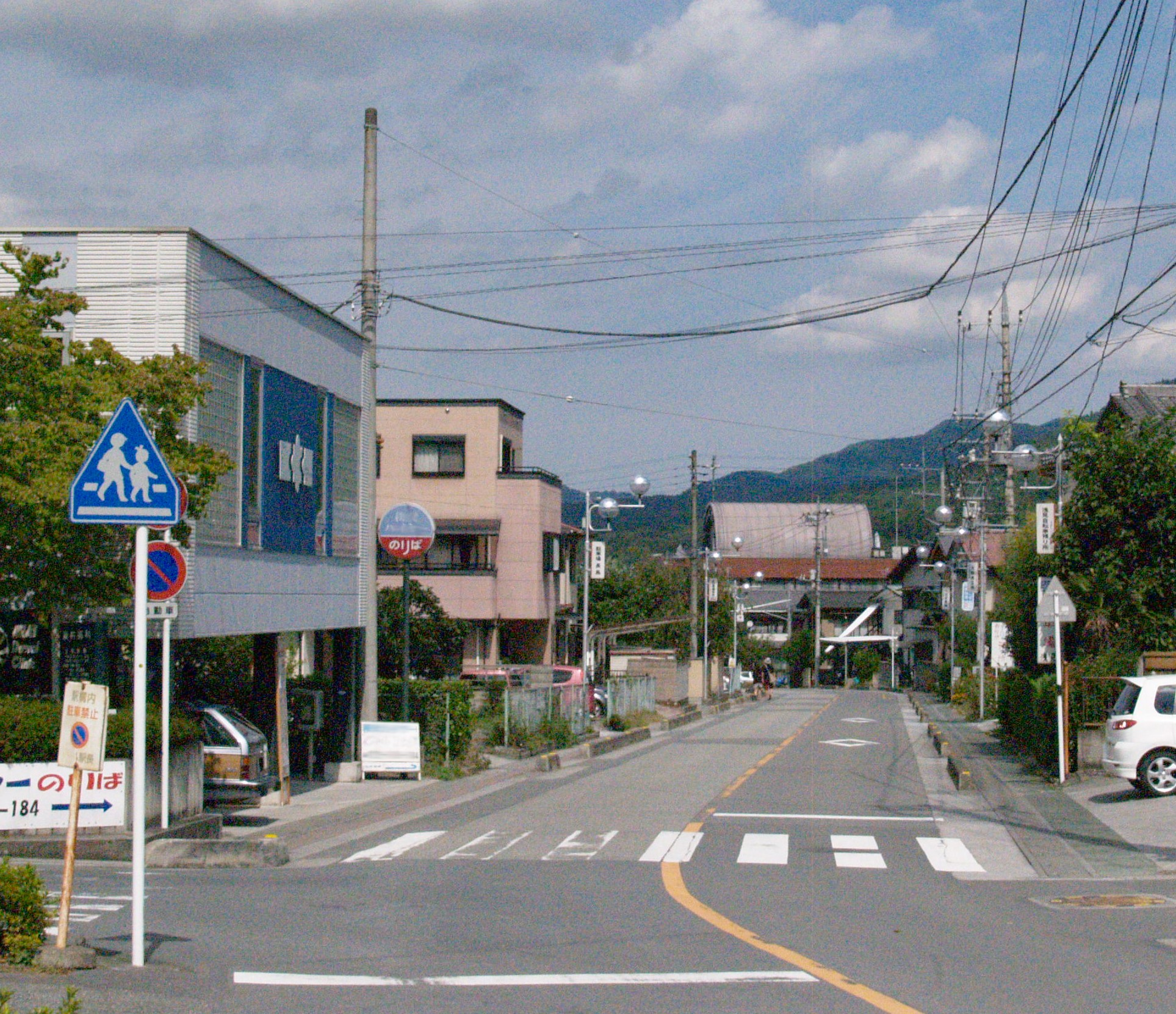
埼玉県道231号（2010年9月）

埼玉県道231号横瀬停車場線（さいたまけんどう231ごう よこぜていしゃじょうせん）は、埼玉県秩父郡横瀬町内に設定されている都道府県道である。

## 路線概要
- 起点：横瀬停車場
- 終点：国道299号交点
- 総距離：323m[要出典]

## 地理

### 通過する自治体
- 埼玉県
  - 秩父郡横瀬町

### 接続・交差する主な道路
| 交差する道路     | 交差点名     | 所在地       | 最高速度 (km/h) |
| ---------------- | ------------ | ------------ | --------------- |
| （横瀬駅停車場） |              | 秩父郡横瀬町 | 30              |
| 国道299号        | 横瀬町役場前 | 秩父郡横瀬町 | 30              |

### 沿線の施設
- 西武鉄道西武秩父線 横瀬駅
- 横瀬町役場
- 横瀬町立横瀬小学校